# Sebastiano Sanguinetti

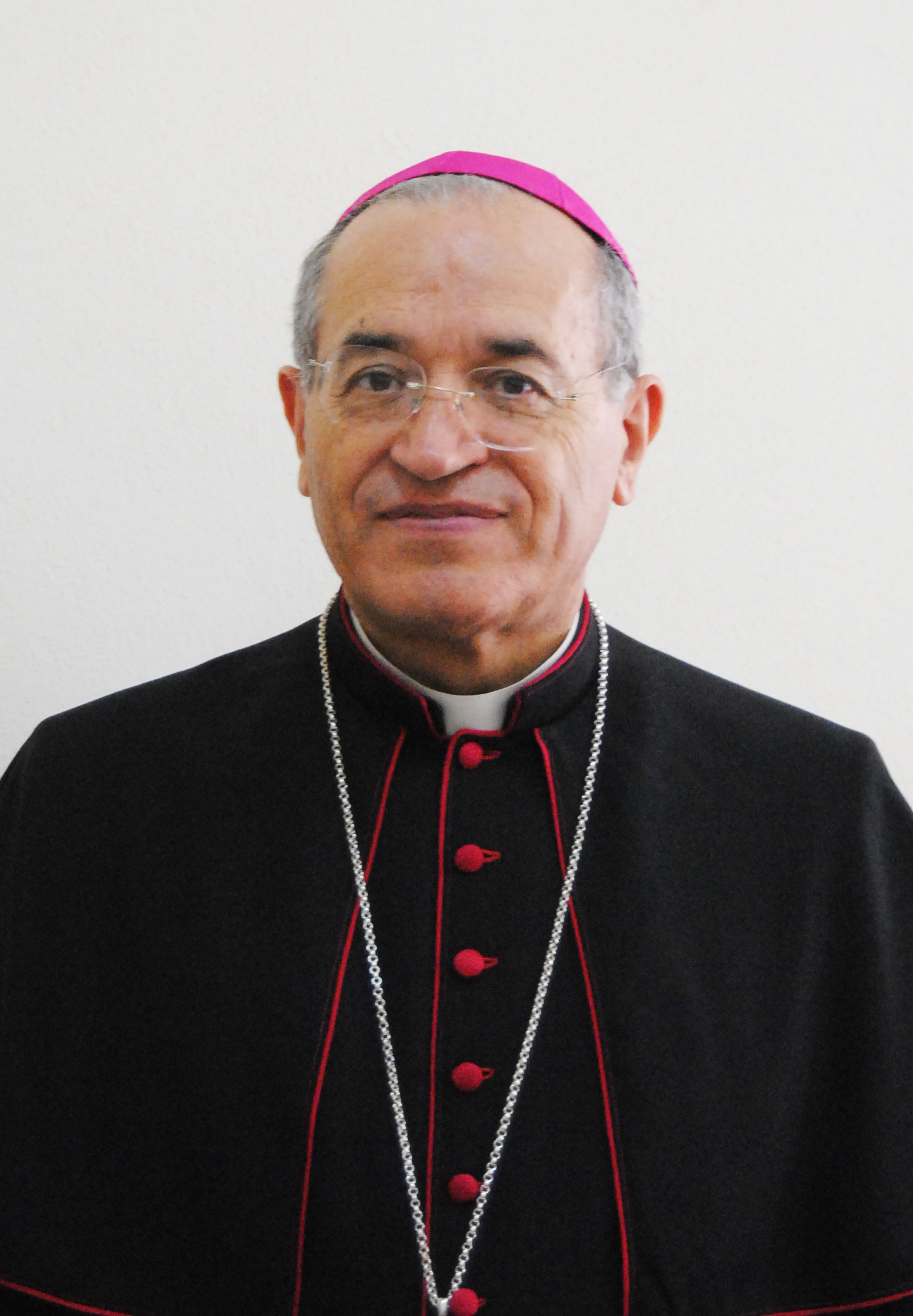
Sebastiano Sanguinetti

Bischofswappen von Sebastiano Sanguinetti

Sebastiano Sanguinetti (* 29. März 1945 in Lula) ist ein italienischer römisch-katholischer Geistlicher und emeritierter Bischof von Tempio-Ampurias.

## Leben
Sebastiano Sanguinetti empfing am 2. August 1970 die Priesterweihe. Nachdem er zunächst als Gemeindepfarrer tätig war, übte er ab 1987 zunehmend leitende Tätigkeiten aus, darunter von 1991 bis 1997 in der Katholischen Aktion.
Papst Johannes Paul II. ernannte ihn am 27. März 1997 zum Bischof von Ozieri. Die Bischofsweihe spendete ihm Kurienkardinal Eduardo Francisco Pironio am 17. Mai desselben Jahres; Mitkonsekratoren waren Ottorino Pietro Alberti, Erzbischof von Cagliari, und Pietro Meloni, Bischof von Nuoro.
Papst Benedikt XVI. ernannte ihn am 22. April 2006 zum Bischof von Tempio-Ampurias. Vom 10. Dezember 2012 bis zur Neubesetzung des Bischofsstuhles im Juli 2015 war er zudem Apostolischer Administrator von Ozieri. Im Juni 2016 wurde Sanguinetti Ehrenbürger von Tempio Pausania.
Papst Franziskus nahm am 11. Juli 2023 seinen altersbedingten Rücktritt an.